# Jakob Cold
Jakob Cold (født 30. maj 1964 i Aarhus) er vicedirektør for Lægemiddelstyrelsen. 
Han er uddannet scient.pol. fra Københavns Universitet og Universität Konstanz i Tyskland. Hans karriere er gået igennem både offentlige og private ansættelser hen over flere sektorområder: Undervisningsministeriet, Finansministeriet, Justitsministeriet, Sundhedsstyrelsen, Realdania Sundhedsstyrelsen, Lægemiddelstyrelsen og Region Hovedstaden. Jakob Cold er dekoreret med Ridderkorset og optaget i Kraks Blå Bog.